# M3R
M3R(영어: Multifunctional, Mobile and Modular Radar)는 탈레스레이시온에서 개발중인 3차원 능동 전자주사식 위상배열 레이더이다. 2010년까지 프랑스와 이탈리아가 개발중인 SAMP/T 미사일 방어 시스템의 레이더로서 실전배치될 것이다. SAMP/T 시스템은 사거리 120km인 장거리 지대공 미사일인 ASTER-30 미사일을 사용한다.

## 제원
- 탐지거리:
  - 470 km, 360도 회전, 대공 모드
  - 1000 km, 45도 한 방향, 탄도미사일 방어 모드

## 같이 보기
- SAMP/T